# Shivpal Singh
Pour les articles homonymes, voir Singh.
Shivpal Singh (né le 6 juillet 1995 à Bénarès) est un athlète indien, spécialiste du lancer de javelot.
Le 22 avril 2019, il porte son record personnel à 86,23 m pour remporter la médaille d’argent lors des Championnats d'Asie 2019 à Doha.